# 巴拿赫代数
泛函分析中，得名于斯特凡·巴拿赫的巴拿赫代数是实数或复数（或非阿基米德完备赋范域）上的结合代数A，同时也是巴拿赫空间，即在范数导出的度量中完备的赋范空间。范数要满足
{\displaystyle \|x\,y\|\ \leq \|x\|\,\|y\|\quad \forall x,y\in A.}
这确保了乘法运算连续。
若巴拿赫代数对乘法有范数为1的单位元，则称其是含幺的（unital）。若其乘法是可交换的，则称其可交换。任意巴拿赫代数A（无论有无单位元）都可等距同构地嵌入含幺巴拿赫代数{\displaystyle A_{e}}，从而形成{\displaystyle A_{e}}的闭理想。通常会先验地假设所考虑的代数是含幺的：因为可以先考虑{\displaystyle A_{e}}，再在原始代数中应用结果，来发展许多理论。不过并非总如此，例如无法在巴拿赫代数中定义不含单位元的三角函数。
实巴拿赫代数的理论可能异于复巴拿赫代数，例如非平凡复巴拿赫代数中元素的谱不会是空的，而实巴拿赫代数中，某些元素的谱可能是空的。
巴拿赫代数也可以定义在P进数域上。这是P进数分析的一部分。

## 例子
巴拿赫代数的典型例子是{\displaystyle C_{0}(X)}，即定义在局部紧豪斯多夫空间X上在无穷远处消失的（复值）连续函数空间。当且仅当X是紧空间，{\displaystyle C_{0}(X)}含幺。共轭复数是对合，因此{\displaystyle C_{0}(X)}实际上是C*-代数。更一般地说，C*-代数都是巴拿赫代数。
- 实数（或复数）集是巴拿赫代数，范数为绝对值。
- 若给所有实数或复数n阶方阵集合配备服从乘法范数，就成为含幺巴拿赫代数。
- 取巴拿赫空间{\displaystyle \mathbb {R} ^{n}}（或{\displaystyle \mathbb {C} ^{n}}），范数为{\displaystyle \|x\|=\max _{}|x_{i}|}，并定义乘法分量形式：{\displaystyle \left(x_{1},\ldots ,x_{n}\right)\left(y_{1},\ldots ,y_{n}\right)=\left(x_{1}y_{1},\ldots ,x_{n}y_{n}\right).}
- 四元数形成了4维实巴拿赫代数，范数为四元数的绝对值。
- 定义在某集合（具有逐点乘和上确范数）上的有界实值或复值函数的代数是含幺巴拿赫代数。
- 某局部紧空间（具有逐点乘和上确范数）上的有界连续实值或复值函数的代数是巴拿赫代数。
- 巴拿赫空间E（以函数复合为乘法，以算子范数为范数）上的连续线性算子的代数是含幺巴拿赫代数。E上所有紧算子的集合是巴拿赫代数，也是闭理想。若{\displaystyle \dim E=\infty }，则没有单位元。[1]
- 若G是局部紧豪斯多夫拓扑群，{\displaystyle \mu }是其哈尔测度，则G上所有{\displaystyle \mu }可积函数的巴拿赫空间{\displaystyle L^{1}(G)}在卷积{\displaystyle xy(g)=\int x(h)y\left(h^{-1}g\right)d\mu (h),\ \forall x,y\in L^{1}(G)}下成为巴拿赫代数。[2]
- 一致代数：巴拿赫代数，是复代数{\displaystyle C(X)}的子代数，具有上确范数，包含常数并分离了X的点（必须是紧豪斯多夫空间）。
- 自然巴拿赫函数代数：一致代数，其所有特征都在X的点上取值。
- C*-代数：某希尔伯特空间上有界算子的代数的闭*-子代数，是巴拿赫代数。
- 测度代数：包含某局部紧群上所有拉东测度的巴拿赫代数，测度之积由卷积给出。[2]
- 四元数代数{\displaystyle \mathbb {H} }是实巴拿赫代数，不是复代数，因为四元数的中心是实数。
- 仿射体代数（affinoid algebra）是非阿基米德域上的一种巴拿赫代数，是刚性解析几何的基本构件。

## 性质
一些由幂级数定义的初等函数可在任意含幺巴拿赫代数中定义，如指数函数和三角函数，及更一般的任意整函数（特别地，指数映射可用于定义抽象索引群）。几何级数公式在一般含幺巴拿赫代数中仍有效。二项式定理对巴拿赫代数中两个交换元也成立。
任何含幺巴拿赫代数中的可逆元集合都是开集，其上的逆运算是连续的（因此是同胚），所以形成了乘法下的拓扑群。
若巴拿赫代数有幺元{\displaystyle \mathbf {1} }，则{\displaystyle \mathbf {1} }不可能是交换子；即{\displaystyle xy-yx\neq \mathbf {1} ,\ \forall x,y\in A}。这是因为{\displaystyle xy,\ yx}若不是{\displaystyle 0}，则具有相同的谱。
上述例子给出的各种函数代数具有与标准代数（如实数）迥异的性质，例如：
- 是除代数的实巴拿赫代数同构于实数、复数或四元数。因此，只有是除代数的复巴拿赫代数是复形。（这就是盖尔范德-马祖尔定理）
- 没有零除子的含幺实巴拿赫代数的主理想都是闭的，代数同构于实数、复数与四元数。[4]
- 没有零除子的交换实含幺诺特巴拿赫代数同构于实数或复数。
- 交换实含幺诺特巴拿赫代数（可有零除子）是有限维的。
- 巴拿赫代数中的永久奇异元是零的拓扑除子，也就是说，考虑巴拿赫代数A的扩张B，使一些在给定代数A中奇异的元素，在B中有乘法逆元。A中零的拓扑除子在A的任意巴拿赫扩张B中都是永久奇异的。

## 谱理论
复数域上的含幺巴拿赫代数为谱理论提供了一个一般环境。元素{\displaystyle x\in A}的谱记作{\displaystyle \sigma (x)}，包含所有使{\displaystyle x-\lambda \mathbf {1} }在A中不可逆的复标量{\displaystyle \lambda }。任意元素x的谱是{\displaystyle \mathbb {C} }中半径为{\displaystyle \|x\|}、圆心在{\displaystyle 0}的闭圆盘的闭子集，于是也是紧的。另外，元素x的谱{\displaystyle \sigma (x)}也非空，满足谱半径公式：
{\displaystyle \sup\{|\lambda |:\lambda \in \sigma (x)\}=\lim _{n\to \infty }\|x^{n}\|^{1/n}.}
给定{\displaystyle x\in A}，全纯函数微积分允许为在{\displaystyle \sigma (x)}的邻域全纯的任意函数f定义{\displaystyle f(x)\in A}；此外，谱映射定理成立：
{\displaystyle \sigma (f(x))=f(\sigma (x)).}
若巴拿赫代数A是复巴拿赫空间X上的有界线性算子的代数{\displaystyle L(X)}（例如方阵的代数），则A中的谱与算子理论中的谱重合。对{\displaystyle f\in C(X)}（紧豪斯多夫空间X），可见：
{\displaystyle \sigma (f)=\{f(t):t\in X\}.}
C*-代数的正规元素x的范数与谱半径重合，这推广了正规算子的类似事实。
令A为复含幺巴拿赫代数，当中非零元x都可逆（是除代数）。{\displaystyle \forall a\in A}，都有{\displaystyle \lambda \in \mathbb {C} }使
{\displaystyle a-\lambda \mathbf {1} }不可逆（因为a的谱非空），于是{\displaystyle a=\lambda \mathbf {1} :}代数A自然同构于{\displaystyle \mathbb {C} }（盖尔范德-马祖尔定理的复数情形）。

## 理想与特征
令A为{\displaystyle \mathbb {C} }上的含幺交换巴拿赫代数。由于A是含幺交换环，A的不可逆元属于A的某极大理想。由于极大理想{\displaystyle {\mathfrak {m}}\in A}是闭的，{\displaystyle A/{\mathfrak {m}}}是巴拿赫代数且是域，且由盖尔范德-马祖尔定理，A的最大理想集与非零同胚{\displaystyle A\to \mathbb {C} }集{\displaystyle \Delta (A)}之间有双射。集合{\displaystyle \Delta (A)}称作A的“结构空间”或“特征空间”，元素为“特征”。
特征{\displaystyle \chi }是A上的线性泛函，是乘法函数（{\displaystyle \chi (ab)=\chi (a)\chi (b)}且满足{\displaystyle \chi (\mathbf {1} )=1}。）每个特征都是{\displaystyle A\to \mathbb {C} }且自动连续，因为特征的核是最大理想，是闭的；而且范数（即算子范数）为1。装备了A上逐点收敛拓扑（即由{\displaystyle A^{*}}的弱*-拓扑诱导的拓扑）后，特征空间{\displaystyle \Delta (A)}是豪斯多夫紧空间。
{\displaystyle \forall x\in A,}
{\displaystyle \sigma (x)=\sigma ({\hat {x}})}
q在{\displaystyle {\hat {x}}}是x的盖尔范德表示，定义如下：{\displaystyle {\hat {x}}}是连续函数{\displaystyle \Delta (A)\to \mathbb {C} }，由{\displaystyle {\hat {x}}(\chi )=\chi (x)}给出。{\displaystyle {\hat {x}}}的谱也是作为紧空间{\displaystyle \Delta (A)}上复连续函数的代数{\displaystyle C(\Delta (A))}的元素的谱。显式地写，
{\displaystyle \sigma ({\hat {x}})=\{\chi (x):\chi \in \Delta (A)\}.}
作为代数，当且仅当含幺交换巴拿赫代数的盖尔范德表示具有平凡核，其是半单的（即其雅各布森根为零）。这种代数的重要例子是交换C*-代数。事实上，若A是交换含幺C*-代数，则其盖尔范德表示是{\displaystyle A,\ C(\Delta (A))}间的等距*-同构。

## 巴拿赫*-代数
巴拿赫*-代数A是复数域上的巴拿赫代数，以及映射{\displaystyle {}^{*}:A\to A}，满足如下性质：
1. {\displaystyle \forall x\in A,\ \left(x^{*}\right)^{*}=x}（于是映射是对合）
2. {\displaystyle \forall x,y\in A,\ (x+y)^{*}=x^{*}+y^{*}}
3. {\displaystyle \forall \lambda \in \mathbb {C} ,\ x\in A,\ (\lambda x)^{*}={\bar {\lambda }}x^{*}}，其中{\displaystyle {\bar {\lambda }}}表示{\displaystyle \lambda }的共轭复数
4. {\displaystyle \forall x,y\in A,\ (xy)^{*}=y^{*}x^{*}}

也就是说，巴拿赫*-代数是{\displaystyle \mathbb {C} }上的巴拿赫代数，也是*-代数。
在大多数自然例子中，还需要对合是等距的，即
{\displaystyle \|x^{*}\|=\|x\|\quad {\text{ for all }}x\in A.}
有人把这性质纳入了巴拿赫*-代数的定义。
巴拿赫*-代数满足{\displaystyle \|x^{*}x\|=\|x^{*}\|\|x\|}是C*-代数。